# Deutsch-englische Neuguinea-Grenzexpedition
Die Deutsch-englische Neuguinea-Grenzexpedition war eine deutsche Expedition zur Vermessung der Grenze zwischen Deutsch-Neuguinea und dem Territorium Papua, einer britischen Kolonialbesitzung im Südosten der Insel Neuguinea, die unter der formellen Verwaltung Australiens stand. Die Forschungsreise wurde von November 1908 bis Oktober 1909 durchgeführt. Neben der Vermessung war auch die landeskundliche Erforschung des Grenzgebietes eine der Aufgaben der Expeditionsteilnehmer.
Die Grenzexpedition begann ab November 1908 den 8. Grad südliche Breite von der Küste bis zum 147. Grad östlicher Länge zu vermessen und festzulegen. Sie stand unter der Leitung des deutschen Grenzkommissars Hauptmann Oskar Foerster. Weitere Teilnehmer der Expedition waren: Generalfeldmesser Gustav Sabine, Bergassessor Artur Stollé, Landmesser Wilhelm Wernicke und Stationsleiter Hans Kling.
Die Vermessung des 8. Breitengrades musste wegen einer schweren Erkrankung Foersters unterbrochen werden. Nach der Abreise des deutschen Grenzkommissars, der bald darauf starb, wurden die Arbeiten von den englischen Kommissaren unter Führung des Generalfeldmessers Gustav Sabine am 27. Oktober 1909 beendet.
Oskar Foersters Originaltagebücher wurden von Leopold Ambronn ausgewertet. Er urteilte: „Herr Hauptmann Foerster hat trotz der schweren Erkrankung eine nicht unbedeutende Anzahl guter Beobachtungen ausgeführt“. Von den Aufnahmen des Grenzstreifens „sind leider zwei Blätter abhanden gekommen, was um so mehr zu bedauern ist, als das erhaltene Blatt zeigt, daß der für diese Arbeiten besonders befähigte Offizier trotz seines leidenden Zustandes sehr Gutes geleistet haben muß“. Aus der Kombination der deutschen Ergebnisse mit den britischen Karten entstand die Karte: „Die Südostecke von Kaiser-Wilhelmsland, 1.300.000; nach den astronomischen Ortsbestimmungen und Vermessungen der Kommissare der deutsch-englischen Grenzexpedition (1908–1909), Gustav Sabine, Hauptmann Foerster, Bergassessor Artur Stollé, den Wegeaufnahmen des Landmessers Wernicke und Stationsleiters Kling und der Deutschen Admiralitätskarte Nr. 515; bearbeitet von M. Moisel, gezeichnet von Ketzer“.
Alexander von Danckelman fasste das Ergebnis wie folgt zusammen: „Wegen Erkrankung Foersters einseitige Grenzabsteckung durch englische Kommission; provisorisch anerkannt im Mai 1911“.